# Ettore Bentsik
Ettore Bentsik (Venezia, 12 maggio 1932 – Padova, 8 marzo 1998) è stato un dirigente d'azienda e politico italiano, sindaco di Padova dal 1970 al 1977 e dal 1980 al 1981.

## Biografia
Veneziano, si trasferì a Padova in occasione degli studi universitari e si laureò nel 1956 in Scienze matematiche. Nel 1964 ottenne la cattedra di Meccanica razionale presso la facoltà di Ingegneria.
È morto a Padova il giorno 8 marzo 1998 all'età di 66 anni. A memoria della sua attività di docente, politico e amministratore gli sono stati intitolati una sala del Comune, un Istituto di formazione Professionale e una via nella città di Padova.

### Carriera politica
Aderì alla Democrazia Cristiana sin dalla giovane età, quando ancora viveva a Venezia. Eletto nel 1964 nel Consiglio comunale di Padova, fu sin dai primi tempi uno stretto collaboratore del sindaco Cesarino Crescente, sino a diventarne l'erede politico. Nel 1970 gli successe alla massima carica cittadina, venendo poi riconfermato nel 1975-1977 e ancora nel 1980-1981.
Nel 1973 viene nominato anche presidente del consorzio Zip, carica che manterrà fino al 1985.
Nel 1995 viene candidato alla Presidenza della Regione Veneto per la lista "Veneto democratico Federalista" (coalizione di centro-sinistra) ottenendo il 32,3% superato dal candidato del Polo per le Libertà Giancarlo Galan (coalizione di centro-destra) che ottenne il 38,2% venendo nominato quindi Presidente.

### Carriera manageriale
Nel 1994 è stato ammesso all'Accademia Galileiana di Scienze, Lettere ed Arti. Ha ricoperto anche l'incarico di vicepresidente della Società per le Autostrade di Padova-Venezia e Consigliere nella Società autostradale Padova-Brescia.
È stato anche presidente dell'importante banca veneta Cassa di risparmio di Padova e Rovigo dal 1984 al 1993 e, nello stesso periodo, Vicepresidente dell'Istituto Fondiario delle Tre Venezie e dell'Istituto Federale delle Tre Venezie. Sempre in ambito bancario è stato membro del Comitato Esecutivo della Banca Nazionale del Lavoro dal 1980 al 1985.
Tra le altre cariche manageriali ricoperte ci sono il ruolo di Consigliere di amministrazione della Società Veneta di Assicurazioni e Veneta Vita dal 1985, poi Consigliere d'amministrazione della Società Winterthur Assicurazioni dal 1996. È stato anche Presidente del Rotary Club di Padova nel 1997.